# Lunettes de neige

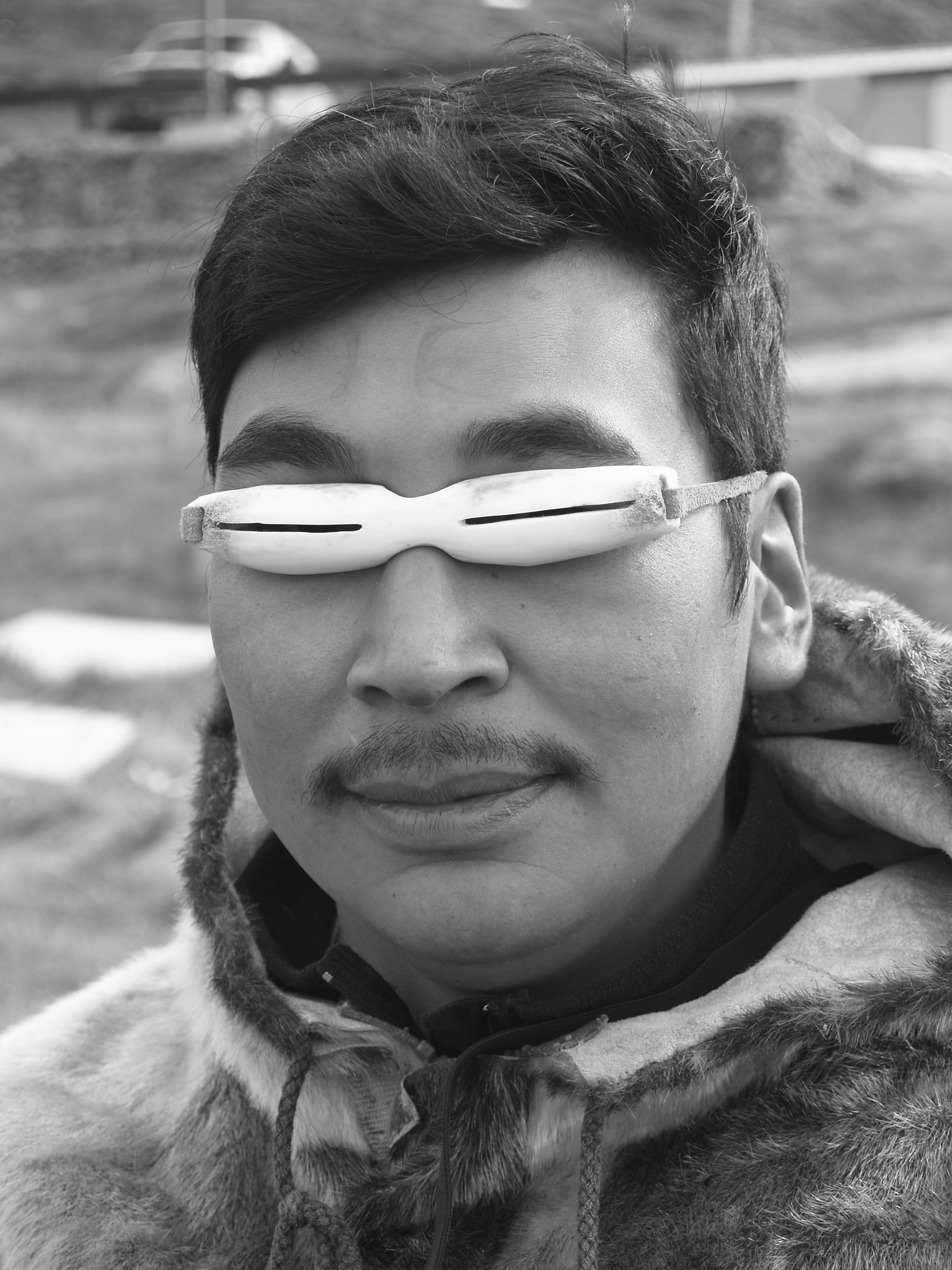
Lunettes de protection des inuits fabriqués à partir de bois de caribous, le tendon pour sangle

Les lunettes de neige (en inuktitut : ilgaak ou iggaak ; en syllabaire inuktitut : ᐃᓪᒑᒃ ; en yupik de l'Alaska central : nigaugek, pl nigauget) sont un type de lunettes traditionnellement utilisé par les Inuits et Yupiks, et d'autres peuples de l'Arctique afin de prévenir la cécité des neiges.

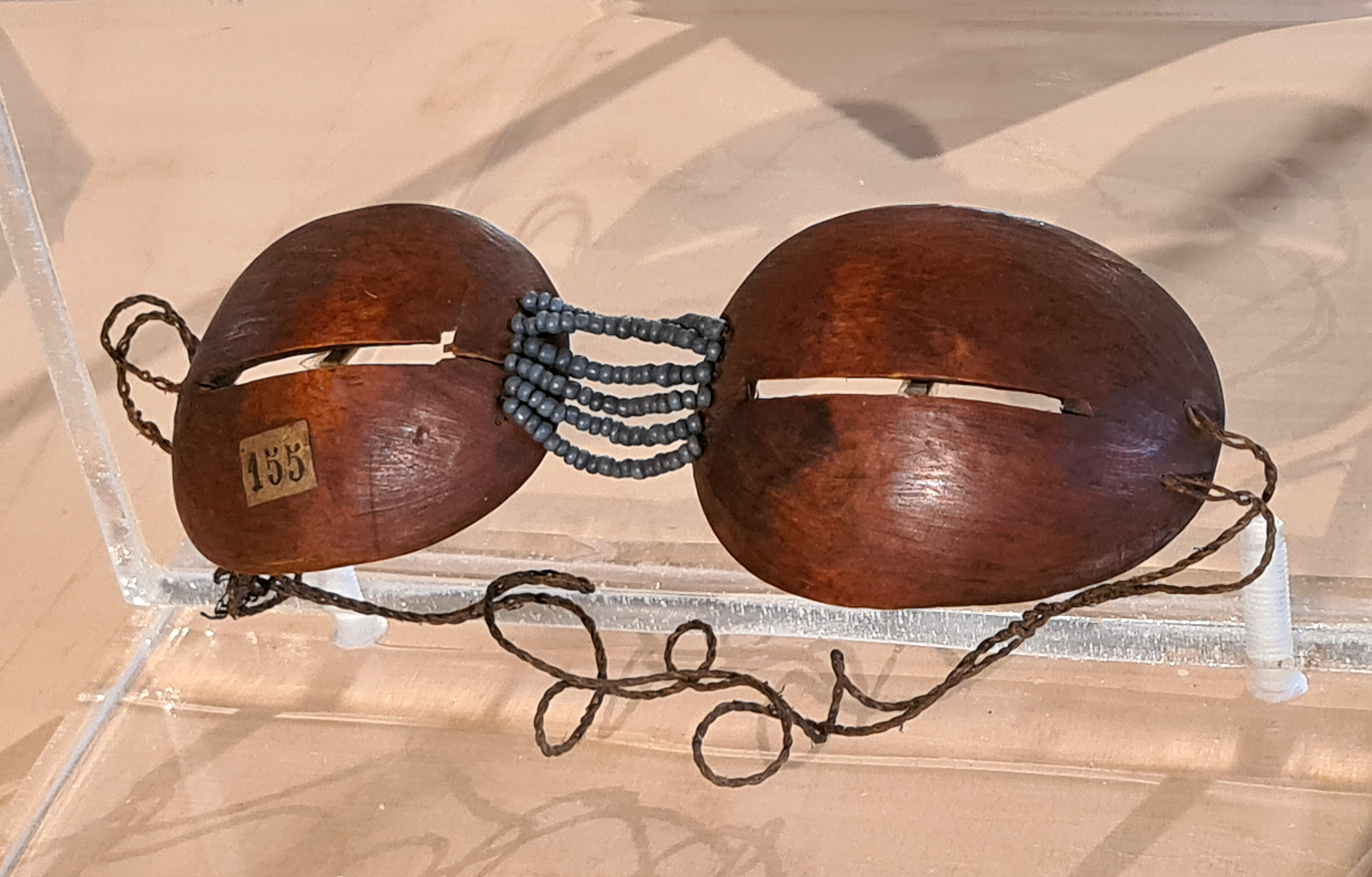
Lunettes à neige yupik.

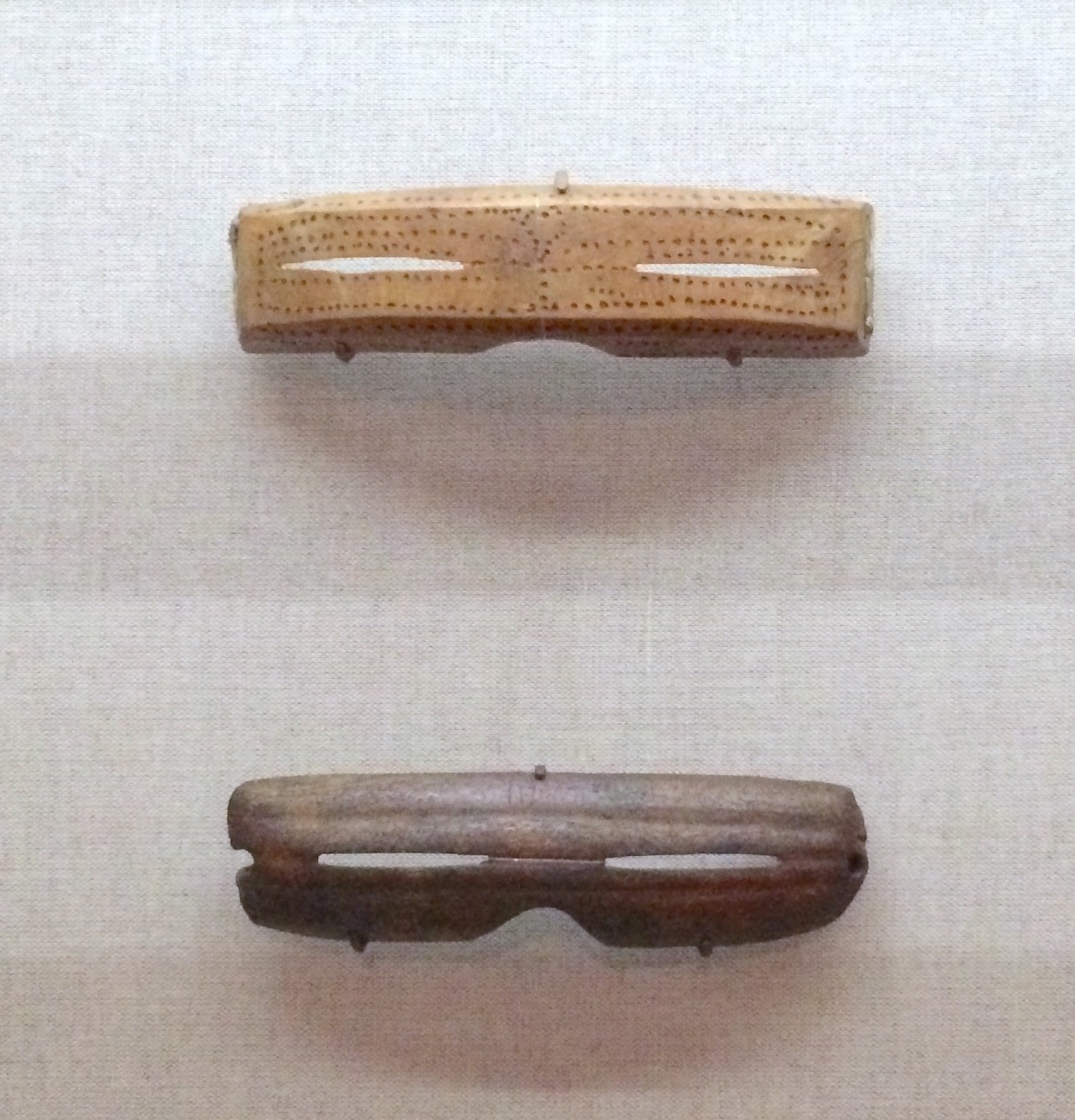
Lunettes de neige des inuits d'Alaska, fabriquées à partir de bois sculpté, vers 1880-1890 (en haut) et de bois de caribou (entre 1000 et 1800) (en bas).

Les lunettes sont traditionnellement faites de bois flotté (en particulier de l'épinette), d'os, d'ivoire de morse, de bois de caribou, ou, dans certains cas, d'herbes. Le matériau est découpé pour s'adapter au visage de l'utilisateur, et une ou plusieurs fentes horizontales étroites y sont ciselées. Les lunettes sont ajustées serrées contre le visage de sorte que la seule lumière qui y pénètre passe à travers les fentes ; de la suie est parfois appliquée à l'intérieur pour aider à réduire l'éblouissement,. Les fentes sont étroites non seulement pour réduire la quantité de lumière entrant dans l’œil, mais aussi pour améliorer l'acuité visuelle. Plus les fentes sont larges, meilleur est le champ de vision.

## Terminologie
Dans d'autres langues inuites, elles sont désignées sous le nom d'inukhuk/inuksuk, ; un autre synonyme peut être utilisé dans différents dialectes. Dans le dialecte de la région de Kivalliq, on les nomme ilgaak (ᐃᓪᒑᒃ), tandis que le dialecte Nord-de-Baffin les désigne par iggaak (ᐃᒡᒑᒃ). Les deux termes sont également utilisés pour se référer à des lunettes de soleil.
En yupik de l'Alaska central, les lunettes de neige sont appelées nigaugek, tandis qu'en coupe'ig elles portent le nom d'igguag. En yupik sibérien central, on les désigne par le mot iyegaatek.